# Vojna za živež
'Vojna za živež je bila partizanska kampanja, sestavljena iz številnih manjših spopadov, ki so potekali v New Jerseyju med ameriško revolucionarno vojno med januarjem in marcem 1777, po bitkah pri Trentonu in Princetonu. Ko so tako britanske kot kontinentalne vojske v začetku januarja vstopile v zimska zatičišča, so se redne enote kontinentalne vojske in milice iz New Jerseyja in Pensilvanije vključile v številne izvidniške in nadlegovalne operacije proti britanskim in hessijskim enotam, nastanjenim v New Jerseyju.
Britanske čete so želele sveže zaloge hrane in so potrebovale tudi svežo krmo za svoje vprežne živali in konje. General George Washington je ukazal sistematično odstranjevanje takšnih zalog iz območij, ki so bila lahko dostopna Britancem in čete ameriške milice in vojske so nadlegovale britanske in hessijske izpade za pridobivanje takšnih zalog. Medtem, ko so bile mnoge od teh operacij majhne, so v nekaterih primerih postale precej dodelane, vključevale so več kot 1.000 vojakov. Ameriške operacije so bile tako uspešne, da so britanske žrtve v New Jerseyju (vključno s tistimi iz bitk pri Trentonu in Princetonu) presegle žrtve celotne kampanje za New York.

## Ozadje
Avgusta 1776 je britanska vojska začela kampanjo za prevzem nadzora nad New York Cityem, ki ga je branila kontinentalna vojska Georgea Washingtona. V naslednjih dveh mesecih je general William Howe hitro prevzel nadzor nad New Yorkom in potisnil Washingtona v New Jersey. Nato je zasledoval Washingtona proti jugu proti Filadelfiji. Washington se je umaknil čez reko Delaware v Pensilvanijo, s seboj je vzel vse čolne na kilometre v vsako smer. Howe je nato ukazal svoji vojski v zimska prebivališča, vzpostavil je verigo postojank po New Jerseyju, od reke Hudson skozi New Brunswick, New Jersey do Trentona, New Jersey in Bordentowna, New Jersey na reki Delaware. Zasedba New Jerseyja s strani britanskih in nemških čet je povzročila trenja z lokalnimi skupnostmi in privedla do povečanja vpisov v patriotsko milico. Že sredi decembra so te milice nadlegovale britanske patrulje, kar je privedlo do incidentov, kot je zaseda Gearyja, v kateri je bil ubit vodja dragoncov in povečalo raven napetosti v britanskih in hessijskih zimskih prebivališčih.
V noči med 25. in 26. decembrom 1776 je Washington prečkal Delaware in presenetil postojanko v Trentonu naslednje jutro, 26. decembra. V naslednjih dveh tednih je zmagal še v dveh bitkah pri Assunpink Creeku in bitka pri Princetonu, kar je privedlo do umika Britancev v severni New Jersey. To obdobje, od 25. decembra 1776 do 3. januarja 1777, je postalo znano kot "Deset ključnih dni".

## Razporeditev vojsk
General Washington je svoj štab postavil v Morristown, New Jersey, ločenem od obale z gorovjem Watchung, nizom nizkih grebenov. Vzpostavil je napredne postojanke vzhodno in južno od teh grebenov, ki so služile ne le kot obrambni zid proti morebitnim britanskim vpadom čez hribe, ampak tudi kot izhodišča za napade.  V januarju in februarju se je Washingtonova kontinentalna vojska zmanjšala na približno 2.500 rednih vojakov, potem ko so se iztekle Washingtonove spodbude za mnoge moške, da bi podaljšali svoje obdobje služenja.  Veliko število milice iz New Jerseyja, New Yorka in Pensilvanije je okrepilo te sile in igralo pomembno vlogo to zimo.
Britanska vojska je bila sprva razporejena iz postojank, ki so segale od Hackensacka na severu do New Brunswicka.  Garnizija, ki je štela približno 10.000 mož, je bila skoncentrirana med New Brunswickom in Amboyem, z znatnim kontingentom severneje, od Elizabethtowna do Paulusa Hooka.  Pritisk milice v januarju je generala Cornwallisa prisilil, da je večino severnih čet umaknil na obale Hudsona.  Posledična koncentracija čet je presegla razpoložljiva bivališča, ki so jih prebivalci popolnoma zapustili, nekateri vojaki so celo živeli na ladjah, zasidranih v bližini; stisnjeni prostori so povzročili povečanje bolezni, povezanih s taboriščem, skozi celo zimo, morala pa je bila nizka.  Območje je bilo močno oplenjeno med ameriškim umikom jeseni, zato je bilo malo lokalnih zalog.  Moški so se preživljali predvsem z obroki, kot je soljena svinjina, vendar so njihove vprežne živali potrebovale svežo krmo, za katero so pošiljali roparske ekspedicije.

## Taktika
V začetku zime je Washington poslal oddelke vojakov, da bi sistematično odstranili vse preostale zaloge in živino, ki bi bile Britancem lahko dostopne.  General Cornwallis je januarja poslal majhne skupine za iskanje hrane in ropanje.  Te so se srečale z večjimi formacijami (število 300 in več) ameriških milic, včasih s podporo kontinentalne vojske, kar je občasno povzročilo znatne žrtve.  V enem zgodnjem spopadu je brigadni general Philemon Dickinson zbral 450 milic in odgnal britansko ekspedicijo za iskanje hrane v bitki pri Millstoneu 20. januarja.  Washington je svojim poveljnikom dal široko svobodo pri delovanju, izdajal je ukaze, da morajo "nenehno nadlegovati sovražnika" in da morajo biti agresivni v svoji taktiki.  Ti zgodnji uspehi so bili delno odvisni od uspešnega obveščanja; en britanski poveljnik je poročal, da so ga srečali s silo "kljub temu, da so bili ukazi izdani le nekaj ur, preden so se čete premaknile."  Tudi oskrbovalni konvoji, ki so prinašali zaloge izven države v veliko garnizijo v New Brunswicku, niso bili imuni na ameriške napade, kjer sta reka Raritan in ceste iz Pertha Amboya ponujale priložnosti za ostrostrelstvo in ropanje.  Njihove težave so britanske poveljnike prisilile, da so spremenili taktiko, poskušali so zvabiti te milice v pasti, ki so vključevale večje število britanskih rednih vojakov.
Toda tudi to ni bilo povsem uspešno, saj so prebrisani poveljniki milic in kontinentalne vojske, vključno z generalom kontinentalne vojske Williamom Maxwellom, uporabili vrhunsko poznavanje geografije za postavitev še bolj zapletenih pasti.  V enem srečanju konec februarja je britanski polkovnik Charles Mawhood, misleč, da je obkolil skupino milice iz New Jerseyja, nenadoma ugotovil, da je njegovo predhodnico obkolila druga, večja sila.  Ko so se umikali proti Amboyu, se je pojavljalo vedno več Američanov, kar je na koncu povzročilo približno 100 žrtev.  Elitni grenadirji 42. pehotnega polka, del Mawhoodove predhodnice, so bili v spopadu močno potolčeni.  Britansko silo 2.000 mož je Maxwell nekaj tednov pozneje odbil v še enem dobro organiziranem napadu.
Nenehne napetosti so terjale davek na obleganih Britancih. Johann Ewald, stotnik enote hessijskih jägerjev (v bistvu lahka pehota), ki so bili pogosto na frontnih črtah, je opazil, da "morajo moški ostati oblečeni dan in noč ... konji nenehno osedlani" in da bo "vojska postopoma propadla zaradi tega iskanja hrane". Nekaj krme je bilo zagotovljeno iz New Yorka, vendar nikoli ni bilo dovolj za potrebe vojske. Posledično so bili Britanci prisiljeni zagotoviti veliko zalog iz Evrope, z velikimi stroški in tveganjem za Kraljevo mornarico.

## Izbrani spopadi

### Elizabethtown
Polk waldeške pehote, nekaj čet 71. pehotnega polka in četa britanskih lahkih dragoncev so bili nameščeni v Elizabethtownu, New Jersey pozimi 1776–1777. 5. januarja 1777 je milica blizu mesta napadla britansko konjeniško patruljo. En vojak je bil ubit, drugi pa ranjen. Naslednji dan je približno 50 waldeških pehotnikov izstopilo iz mesta z majhnim spremstvom lahkih dragoncev z navodili za čiščenje podeželja. Močno patruljo, ki jo je vodil kapitan Georg von Haacke, je blizu |Springfielda napadla milica New Jerseyja. V Elizabethtownu so vojaki slišali oddaljeno streljanje. Ure pozneje so se razcapani britanski konjeniki vrnili brez pehotnikov. Osem ali deset waldečanov je bilo ustreljenih, celotno skupino pa je zajela milica. Garnizija, ki ji je bilo ukazano, naj se umakne v Perth Amboy, New Jersey, je naglo odšla 7. januarja. Ko so se čete evakuirale iz Elizabethtowna, je milica napadla zadnjo stražo. V zmedenemu umiku so Američani zajeli 100 vojakov, prtljago dveh polkov in zaloge hrane.

### Chatham, Connecticut Farms in Bonhamtown
10. januarja 1777 je polkovnik Charles Scott iz Virginije zajel 70 Highlandov skupaj z njihovimi vozovi v Chathamu, New Jersey. Scottova brigada je bila sestavljena iz 4., 5. in 6. virginijskega polka. V |Connecticut Farms je 15. januarja 300 milic New Jerseyja pod poveljstvom polkovnika Oliver Spencerja napadlo 100 hessijskih nabiralcev. Američani so ubili enega sovražnega vojaka in zajeli še 70. Naslednji dan je 350 Američanov napadlo veliko skupino britanskih nabiralcev v Bonhamtownu, pri čemer so ubili 21 sovražnih vojakov in ranili še 30 ali 40. Ameriške žrtve niso navedene v nobenem od teh dejanj.

### Millstone in Woodbridge
V bitki pri Millstonu je brigadni general Philemon Dickinson iz milice New Jerseyja dosegel briljanten uspeh. 20. januarja 1777 blizu Van Nest's Mill je 400 milic in 50 pensilvanskih strelcev prečkalo ledeni potok in se borilo v hudi bitki s 500 britanskimi rednimi vojaki in tremi topovi. Britanci so utrpeli 25 mrtvih ali ranjenih in 12 zajetih, izgubili so 43 vozov, 104 konje, 115 glav goveda in približno 60 ovac. Američani so priznali izgube štirih ali petih mož. Kasneje so bili Britanci presenečeni, da so njihovi nasprotniki na polju sestavljali milico in ne kontinentalne vojske. 23. januarja sta bila dva britanska polka, ki ju je vodil brigadni general William Maxwell, zasedena s strani 200 "Jersey Blues" blizu Woodbridgea. Američani so povzročili sedem mrtvih in 12 ranjenih, medtem ko so sami utrpeli le dva ranjena.

### Drakeova kmetija
1. februarja 1777 je brigadni general Sir William Erskine, 1. baronet, postavil spretno past. Poslal je skupino nabiralcev na Drakeovo kmetijo blizu Metuchena. Ko je Scottova 5. virginijska poskušala napasti majhno skupino, je Erskine hitro sprožil svojo veliko silo v akcijo. Pojavili so se bataljoni grenadirjev, lahke pehote, linijske pehote 42. pehotnega polka in Hessov, podprti z osmimi topniškimi kosi. Namesto da bi pobegnili, so Virginijci sprožili silovit napad, ki je za trenutek zlomil grenadirski bataljon. Pod močnim topniškim ognjem je bil ameriški napad ustavljen, vendar so se Virginijci trmasto borili, dokler se Britanci niso umaknili proti Brunswicku. Američani so priznali 30 do 40 žrtev, medtem ko so trdili, da so ubili 36 vojakov in ranili še 100. Akcijo je zaznamoval grd incident, ko sta bila poročnik William Kelly in šest drugih ranjenih Američanov zapuščena med taktičnim umikom. Številni častniki iz Erskineove sile so odkrili sedem mož in jih ubili z bajoneti in kopiti mušket. Ko so Američani našli pohabljena trupla, so bili ogorčeni; brigadni general Adam Stephen je izmenjal vrsto jeznih pisem z Erskinom, ki je zanikal vso odgovornost za incident.

### Quibbletown
8. februarja 1777 je general Charles Cornwallis s šestimi britanskimi generali, ki so poveljevali sili dvanajstih bataljonov, približno 2.000 vojakov, načrtoval napad na ameriško milico, ki jo je vodil polkovnik Charles Scott in 5. virginijski polk ter kontinentalce, ki jih je vodil brigadni general Nathaniel Warner v Quibbletownu, New Jersey, zdaj New Market. Vendar pa se Američani niso hoteli neposredno spopasti s to veliko nabiralno skupino, ampak so napadli boke in zaledje, ko so se Britanci umikali v New Brunswick. Zgodovinar Fischer piše: "Britanski poveljniki so bili na terenu prekašani." Hesenski kapitan Johann von Ewald je dogodke opisal v svojem dnevniku in ugotavlja, da "Ker bi bila vojska s tem nabiranjem postopoma uničena, se je od tu naprej krma nabavljala iz New Yorka". Drugi spopadi so se zgodili na tem območju 20. februarja, 8. marca in 4. aprila.

### Spanktown
23. februarja 1777, je bil podpolkovnik Charles Mawhood poslan z okrepljeno brigado, da uniči vse uporniške sile, ki bi jih lahko ujel. Odpravil se je z bataljonom lahke pehote in grenadirjev ter 3. brigado. Slednja formacija je bila sestavljena iz 10. pehotnega polka, 37. pehotnega polka, 38. pehotnega polka in 52. pehotnega polka, nedavno premeščenih iz garnizije Rhode Island. Blizu Spanktowna (zdaj Rahway, New Jersey) je Mawhood našel skupino milice, ki je pasla živino, pokrito z večjo skupino Američanov, ki so čakali na bližnjem hribu. Britanski častnik je poslal grenadirsko četo 42. pehotnega polka na širok obkolitveni manever. Ravno ko so se grenadirji pripravljali na napad, so bili napadeni iz zasede in razbiti z izgubo 26 mož. V tem trenutku je Maxwell poslal svojo premočnejšo silo naprej, da obkroži Mawhoodovo silo. Ameriška sila je vključevala 1. polk New Jersey, 2. polk New Jersey, 3. polk New Jersey in 4. polk New Jersey, 1. polk Pensilvanija in 8. polk Pensilvanija ter hessijski bataljon. Mawhoodovi presenečeni možje so bili preganjani vse do Amboya, kamor so prispeli ob 20:00. Američani so izgubili 5 mrtvih in 9 ranjenih in trdili so, da so povzročili 100 žrtev. Mawhood je priznal izgubo 69 mrtvih in ranjenih ter 6 pogrešanih.

## Ocene žrtev
Zgodovinar David Hackett Fischer je sestavil seznam, ki ga opisuje kot "nepopolnega" in je sestavljen iz 58 spopadov, ki so se zgodili med 4. januarjem in 21. marcem 1777. Dokumentirane britanske in nemške žrtve so štele več kot 900; številni dogodki ne vključujejo poročil o žrtvah. Skupaj z izgubami pri Trentonu in Princetonu so Britanci v New Jerseyju izgubili več mož kot med kampanjo za New York City. Fischer ne ocenjuje ameriških žrtev, drugi zgodovinarji (npr. Ketchum in Mitnick) pa niso sestavili nobenih ocen žrtev. Fischer ugotavlja, da se je ohranilo relativno malo uradnih poročil o moči ameriških enot (bodisi milice ali kontinentalne vojske) za to obdobje.

## Konec
Vojaške kampanje leta 1777 so se začele oblikovati aprila. General Charles Cornwallis je zimske spopade zaključil z napadom na postojanko kontinentalne vojske pri Bound Brook, New Jersey 13. aprila. V bitki pri Bound Brooku je skoraj ujel njenega poveljnika, Benjamina Lincolna. Britanci, ki so presegali Američane v razmerju 2.000 proti 500, so razkropili milico, vendar so naleteli na trdovraten odpor 8. pensilvanskega polka. Britanci so zajeli tri 3-stotne topove in 20 ali 30 mož ter ubili šest Američanov, vendar je večina Lincolnovih sil pobegnila. General Washington je svojo vojsko premaknil iz zimskih prebivališč v Morristownu na bolj izpostavljeno pozicijo pri Middlebrooku konec maja, da bi se bolje odzval na britanske poteze. Ko je general Howe pripravljal svojo filadelfijska kampanjo, je sredi junija najprej premaknil velik del svoje vojske v Somerset Court House, očitno v poskusu, da bi Washingtona zvabil iz položaja pri Middlebrooku. Ko to ni uspelo, je Howe umaknil svojo vojsko nazaj v Perth Amboy in jo naložil na ladje, namenjene v Zaliv Chesapeake. Severni in obalni del New Jerseyja sta bila še naprej prizorišče spopadov in napadov britanskih sil, ki so zasedale New York City do konca vojne.